# La Forest-Landerneau
La Forest-Landerneau település Franciaországban, Finistère megyében. Lakosainak száma 1999 fő (2022. január 1.). La Forest-Landerneau Saint-Divy, Guipavas és Landerneau községekkel határos.

## Népesség
A település népességének változása:
| Lakosok száma | 930  | 1384 | 1619 | 1752 | 1813 | 1817 | 1881 | 1947 | 1962 | 1999 |
|               | 1968 | 1982 | 1990 | 2006 | 2013 | 2015 | 2017 | 2019 | 2020 | 2022 |